# 李衛當官2
《李衛當官2》，是一個关于清朝古装片電視節目。2004年首播，本片为《李卫当官》的续集。

## 故事概述
雍正帝登基四個月，將手中握有六十萬大軍的年羹堯欽命為西北撫遠大將軍。此時八爺黨日漸坐大，其所掌控江南兩江三省所有的稅賦，係大清國三分之一稅賦來源。然每年上繳朝廷之稅收卻越來越少，該年竟少了有七成之多。又事逢年羹堯於西北急需軍餉，雍正便命李衛暗中調查八爺黨控制的內務府帳目。劇情前半段多著墨於李衛下江南查兩江三省官員之貪墨案，後半段描寫年羹堯自恃擁重兵，而越趨囂張，有謀反傾向，雍正帝便派李衛前去西北監督年羹堯。
李衛與年羹堯為多年故友，雍正還未登基時便一同在四爺府做事，後來李衛選擇對雍正盡忠而收集年羹堯貪汙叛變證據，最後年羹堯伏誅，李衛的第一個兒子也剛好誕生。

## 主要演員
| 演員   | 角色                         |
| 徐 崢  | 李 衛                        |
| 唐國強 | 雍正帝                       |
| 孫寶光 | 果親王（原型为十七王爷允礼） |
| 王 輝  | 允 祥(十三爺、怡親王)        |
| 王繪春 | 允 禩(八爺、廉親王)          |
| 苗海忠 | 允 禟(九爺、奕郡王)          |
| 刘魁   | 允 䄉(十爺、敦郡王)          |
| 孫菲菲 | 岳思盈                       |
| 李小燕 | 李 母                        |
| 楊昊飛 | 岳小滿                       |
| 舒 暢  | 石 榴                        |
| 杜志國 | 年羹堯                       |
| 宗峰岩 | 年之富                       |
| 李慶祥 | 江南老爹                     |
| 李家逸 | 飛 燕                        |
| 王躍晉 | 閩靖元                       |
| 趙 雍  | 福 桐                        |
| 李 屹  | 任南坡                       |
| 潭小燕 | 顧盼兒                       |
| 李艾佳 | 葉 兒                        |

## 電視劇歌曲
| 曲序 | 曲目                     |      | 作曲 | 演唱       |
| ---- | ------------------------ | ---- | ---- | ---------- |
| 1.   | 《一路天下行》（片头曲） | 易茗 | 雷蕾 | 刘可、哈晖 |

## 外部連結
- 李衛當官2 - 新浪娱乐 （页面存档备份，存于）